# Municipio de Charapan
El municipio de Charapan es uno de los 113 municipios en que se encuentra dividido el estado mexicano de Michoacán de Ocampo. Su cabecera es la localidad de Charapan.

## Toponimia
El nombre Charapan proviene de la lengua purépecha que se interpreta como ‘lugar de tierra colorada’.

## Geografía
El municipio se encuentra en la región central del estado de Michoacán, con una extensión territorial de 234 km². Limita al norte con el municipio de Tangancícuaro, al este con los municipios de Paracho y Chilchota; al Sur con el municipio de Uruapan y al oeste con el municipio de Los Reyes.
El municipio de Charapan se localiza a una altitud promedio de 2360 m s. n. m. La cabecera se encuentra en la ubicación 19°38′57″N 102°15′0″O / 19.64917, -102.25000. Según la clasificación climática de Köppen el clima de Charapan corresponde a la categoría Cwb (templado subhúmedo de montaña con invierno seco y verano suave).
Junto con los municipios de Cherán, Chilchota, Nahuatzen, Parangaricutiro, Paracho, Tancítaro, Taretan, Tingambato, Uruapan y Ziracuaretiro pertenece a la región socioeconómica VI-Purépecha.

## Población
Cuenta con 13 539 habitantes, lo que representa un incremento promedio de 1.1 % anual en el período 2010-2020 sobre la base de los 12 163 habitantes registrados en el censo anterior. Con una superficie de 234 km², al año 2020 tenía densidad de 57,92 hab/km².
| Gráfica de evolución demográfica de Municipio de Charapan entre 2000 y 2020 |
|                                                                             |
| Fuente: Instituto Nacional de Estadística Geografía e Informática           |

En el año 2010 estaba clasificado como un municipio de grado alto de vulnerabilidad social, con el 35.92 % de su población en estado de pobreza extrema.
La población del municipio está mayoritariamente alfabetizada (22.84 % de personas analfabetas al año 2010), con un grado de escolarización en torno de los 5.5 años. El 58.74 % de la población se reconoce como indígena.

### Localidades
En el censo de 2020 el municipio de Charapan contaba con 9 localidades.
| Código INEGI    | Localidad                  | Población (2020) |
| --------------- | -------------------------- | ---------------- |
| 160210001       | Charapan                   | 4 409            |
| 160210004       | Ocumicho                   | 3 872            |
| 160210002       | Cocucho                    | 3 213            |
| 160210006       | San Felipe de los Herreros | 2 002            |
| 160210018       | Cruz de Piedra             | 21               |
| 160210009       | Carapacua                  | 11               |
| 160210019       | Las Lomas                  | 6                |
| 160210020       | Lano Grande                | 4                |
| 160210007       | Inyaman                    | 1                |
| Total municipal | Total municipal            | 13 539           |

## Economía
Las principales actividades del municipio son la agricultura y la elaboración de artesanías, especialmente objetos de alfarería. Según el número de unidades productivas activas, los sectores económicos más dinámicos son la elaboración de productos manufacturados y el comercio minorista.